# توماس گوستافسون
توماس گوستافسون (به سوئدی: Tomas Gustafson) ورزشکار مرد رشتهٔ اسکیت سرعتی اهل کشور سوئد است. وی در بین سال‌های ‎۱۹۸۴ تا ۱۹۸۸ میلادی در مسابقات بازی‌های المپیک زمستانی در مجموع ۴ مدال، شامل ۳ مدال طلا و ۱ نقره را کسب کرد.